# 灰毛桑寄生
灰毛桑寄生（学名：Taxillus sutchuenensis var. duclouxii）为桑寄生科钝果寄生属下的一个变种。

## 扩展阅读
- 維基物種上的相關：灰毛桑寄生